# Mirhipipteryx andensis
Mirhipipteryx andensis är en insektsart som beskrevs av Günther, K.K. 1969. Mirhipipteryx andensis ingår i släktet Mirhipipteryx och familjen Ripipterygidae. Inga underarter finns listade i Catalogue of Life.